# سیگار

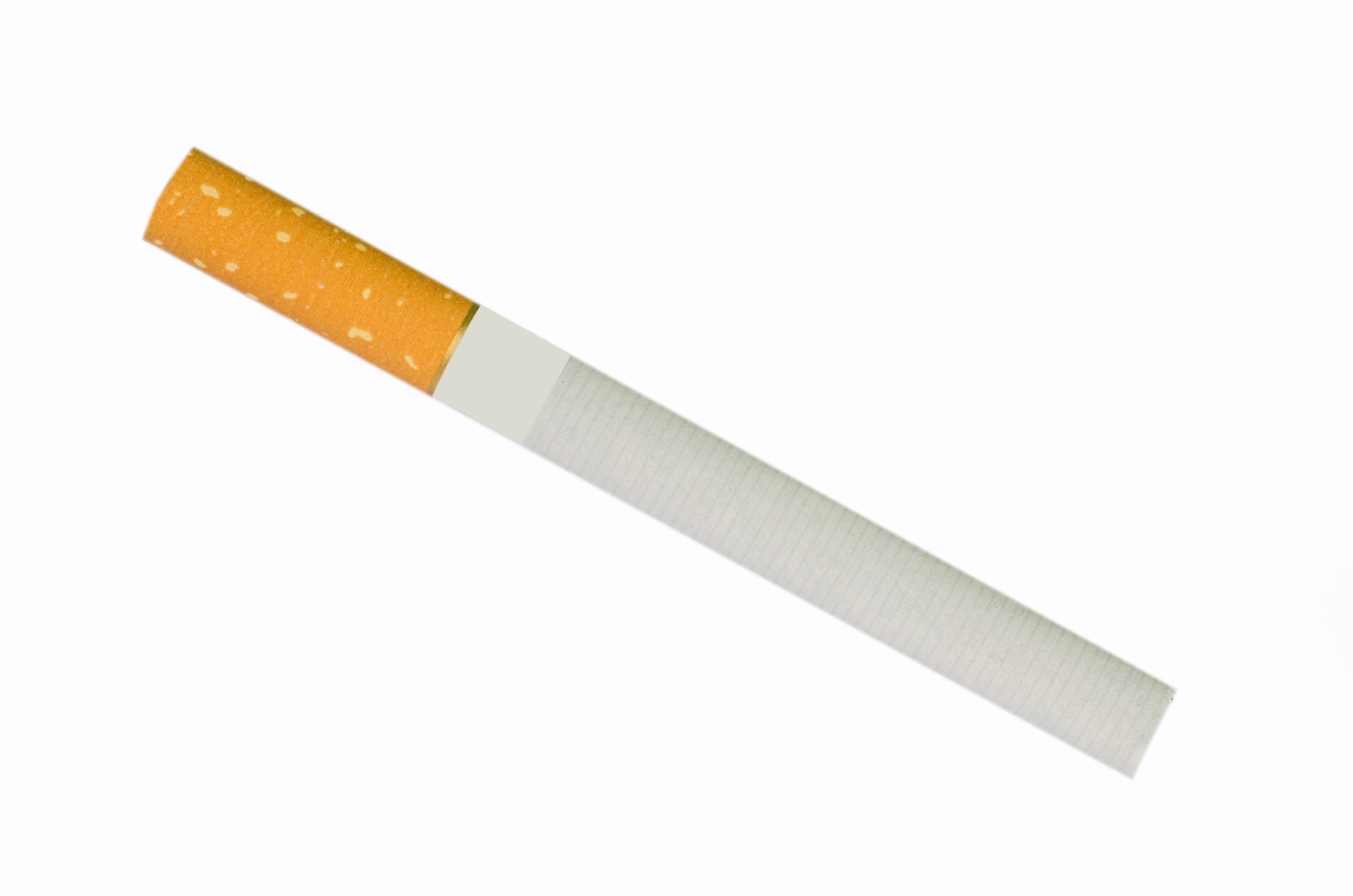
یک سیگار فیلتردار

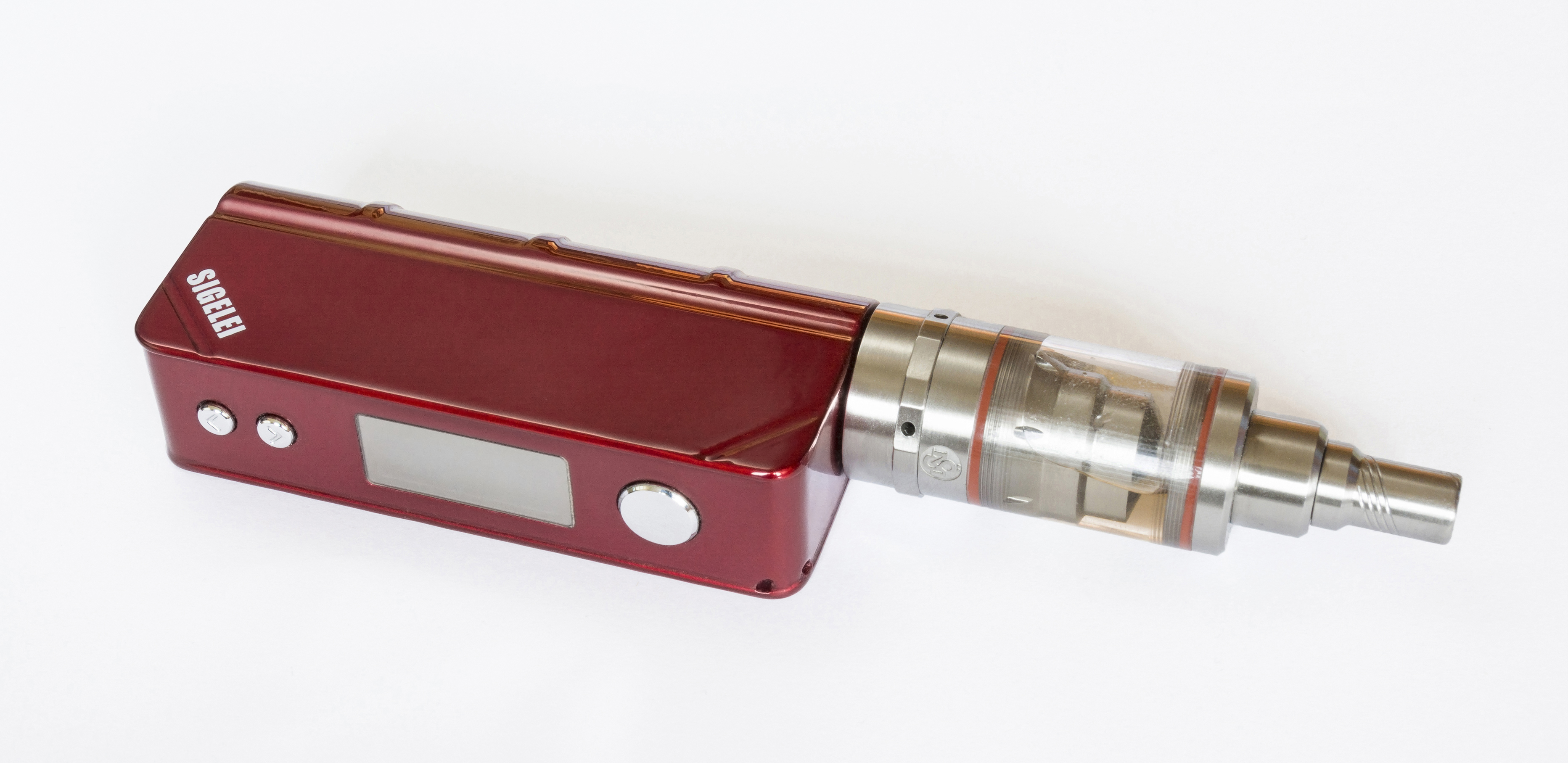
یک سیگار الکترونیکی

سیگار، برگِ بریده یا خردکردهٔ گیاه توتون که معمولاً در کاغذ نازک پیچیده شده‌است و برای «کشیدن دود» و جذب نیکوتین آن به کار می‌رود. به تنها یک نخ سیگار در زبان‌های غربی مثل انگلیسی و فرانسوی سیگارت (cigarette) می‌گویند. و در این زبان‌ها به آنچه در فارسی سیگار برگ گفته می‌شود، سیگار (cigar) گفته می‌شود. طرز استفادهٔ آن اینطور است که یک طرف آن را آتش می‌زنند و از طرف دیگر (که معمولاً فیلتر یا مُشتوک دارد) دود را به درون ریه‌ها می‌کشند (پُک زدن). سیگار را با پیچیدن تنباکو در کاغذ سیگار که کاغذ نازکی است درست می‌کنند؛ یا در بیشتر موارد، سیگارهای آماده دارای نام تجاری ساخت کارخانه‌های تولید سیگار را خریداری می‌کنند. بر مبنای آخرین اطلاعات تجاری گردآوری شده فروش سالانه صنعت سیگار در سطح جهان بیش از ۱۵۰۰ میلیارد دلار بوده‌است. این رقم حداقل دو برابر بودجه نظامی کشور آمریکا است.
کشیدن مداوم سيگار موجب تیره شدن لب ها،زرد شدن دندان ،خشک شدن دهان و گلو ،ضعیف شدن قوه ی چشایی،کم شدن اشتها  و در نهایت سرطان دستگاه تنفس می شود

## تاریخ
تنباکو برای اهداف مذهبی، در مراسم‌ها توسط بومیان قاره آمریکا به روش‌های مختلف مورد استفاده قرار می‌گرفت. بومی‌ها دریافتند که می‌توانند برگ‌های این گیاه را بخورند. سرخ‌پوست‌ها آن را با لوله‌ها دود کرده و حتی تنقیه می‌کردند. هنگامی که کریستف کلمب در قاره آمریکا پیاده شد، او و همراهانش شاهد سیگارکشیدن مردم سرخ‌پوست تائینو و آراواک بودند. آن‌ها برگ‌های تنباکو را به کلمب دادند. خدمتکاران کلمب این تجربه را امتحان کردند، برایشان خوشایند بود و در نهایت تنباکو را به خانه بردند.

اگرچه در ابتدا برخی افراد مشاهدهٔ بیرون رفتن دود از دهان و سوراخ بینی مردم برایشان غیرعادی بود اما سیگارکشیدن به سرعت محبوب شد و در طول سال‌های ۱۵۰۰ تا ۱۶۰۰ آغاز به گسترش در اروپا کرد. اروپایی‌ها در میانه‌های سدهٔ ۱۵ میلادی کاشت تنباکو را در آمریکای مرکزی آغاز کرده بودند. تا سال ۱۶۱۲، اولین فرآوردهٔ تجاری توتون در ویرجینیا به دست جان راولف رشد کرد. در سال ۱۹۰۲، جیمز بیوکنن دوک شرکت دخانیات «بریتانیا-آمریکا» را بنیان نهاد که در آن‌سوی اقیانوس، رقیب سرشناسی به نام «دخانیات سلطنتی» داشت. در این زمان دوک برای نخستین بار ماشین سیگار را ساخت که فرآورده‌های آن در سراسر دنیا پخش می‌شد و جهانی‌سازی سیگار به دست وی بنیان‌گذاری شد. به این ترتیب ماشین سیگار اختراع شد تا به تولید سیگار کمک کند و تولید را افزایش دهد. فرآورده‌های تنباکو در آن زمان به مراتب موفق بودند، زیرا رشد اقتصادی به خود گرفتند. تا سال ۱۹۱۳، با وجود مبارزات ضد سیگار، سیگار به همگان شناسانده شد. بِرند این سیگار محبوب کمل (Camel) بود و به دست آر.جِی رینالدز توزیع شد. 

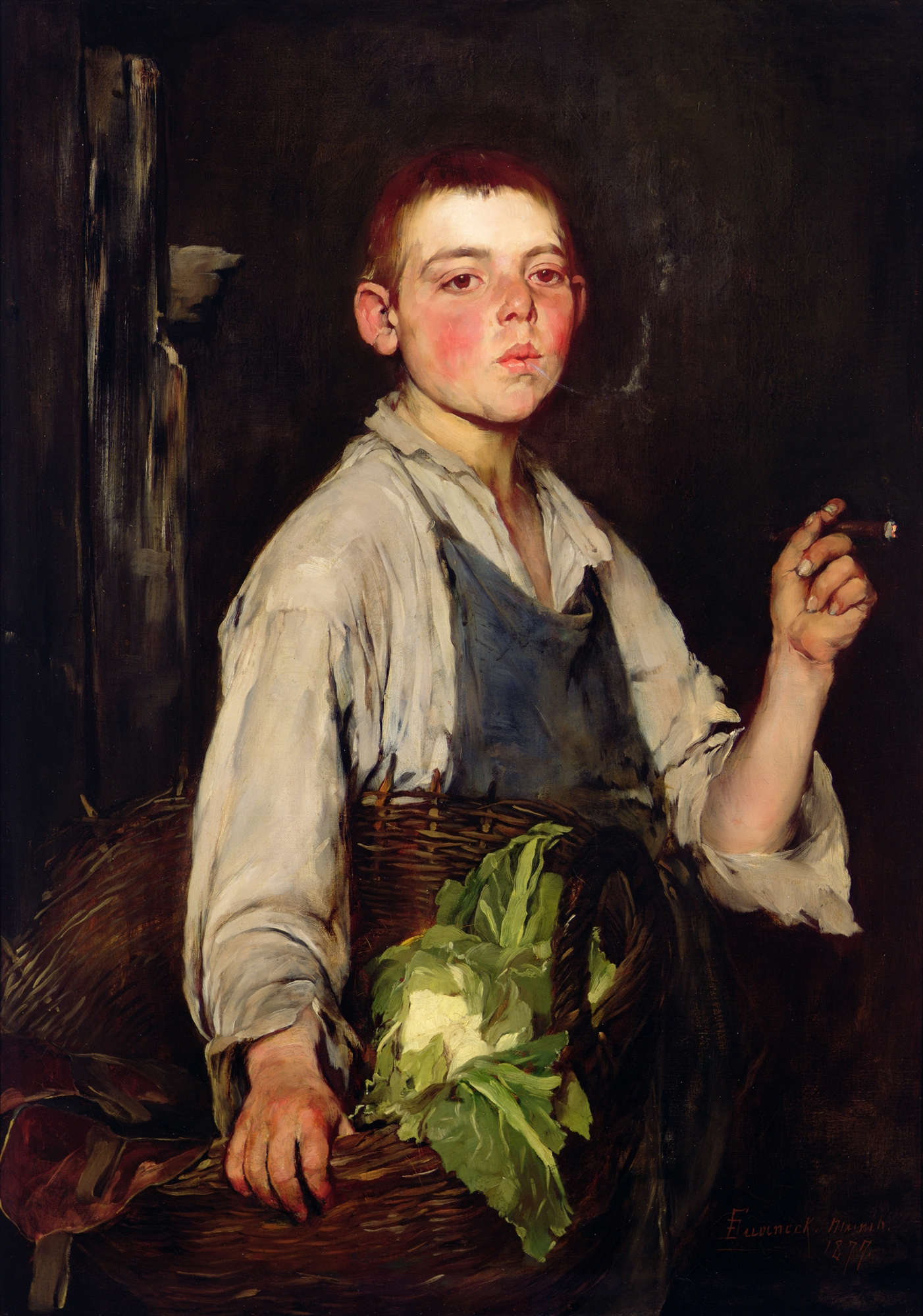
پسری درحال سیگار کشیدن (Cobbler’s Apprentice)

در اواخر دههٔ ۱۹۳۰ همبستگی میان سرطان و سیگار بررسی شد و گزارش‌های بسیاری در مورد این موضوع منتشر شد. با این نگرانی‌ها، پویش‌های تندرو بازاریابی موجب افزایش شمار افراد سیگاری شد، به ویژه زنانی که به سیگارکشیدن همراه با آرایش کردن علاقه پیدا کردند. این افزایش در میان اوایل دهه ۱۹۳۰ و اواخر دهه ۱۹۷۰ صورت گرفت. در هنگام جنگ جهانی اول و جنگ جهانی دوم حتی سربازان جیره‌های سیگار می‌گرفتند. با این حال در سال ۱۹۶۴، جراحی عمومی در ایالات متحده با گزارشی اعلام کرد که سیگار کشیدن موجب شده تا سرطان ریه در مردان گسترش یابد و در نتیجه به پیامدهای منفی سیگار توجه بیشتری شد. در سالیان اخیر شرکت‌های ساخت دخانیات و سیگار تلاش کرده‌اند تا در شیوه‌های تبلیغاتی خود مسئولیت‌پذیری بیشتری داشته باشند. همچنین قوانینی ایجاد شده‌اند تا اطمینان کسب شود که افراد زیر سن معینی به سیگار دسترسی نداشته باشند و کوشش‌هایی برای ایجاد سیگارهایی با نیکوتین کمتر و ساخت سیگارهای الکترونیکی انجام گرفته‌است. امروزه با وجود آگاهی‌های گسترده دربارهٔ آسیب‌های مرتبط با سیگارکشیدن، هنوز در جهان افراد بسیاری روزانه از سیگار استفاده می‌کنند.

## اثرات بر سلامت انسان

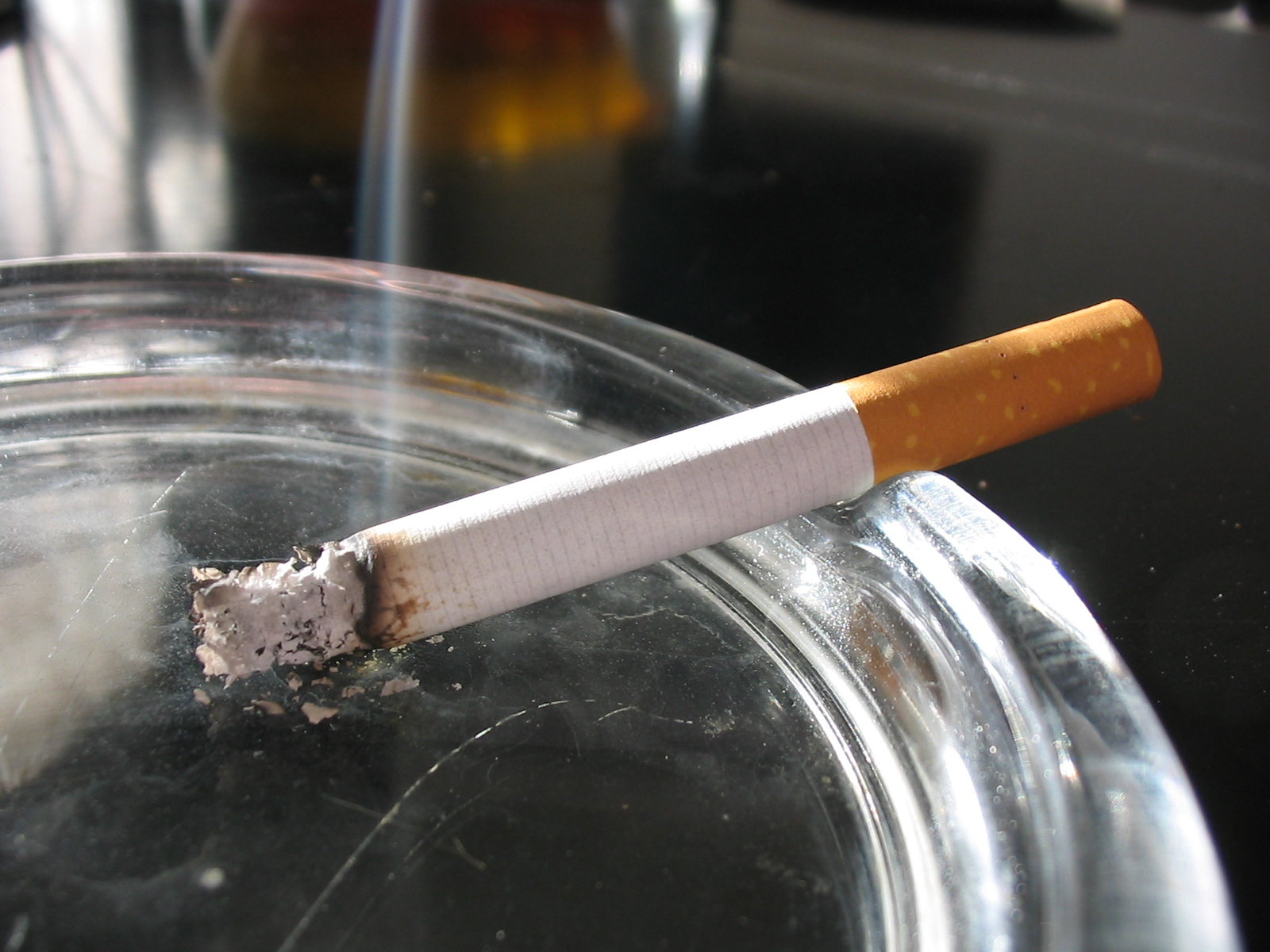
سیگار از بالا می‌سوزد و به شکل خاکستر درمی‌آید.

اثرات سیگار بر بیماری کرونا ویروس ۲۰۱۹
قرار گرفتن در معرض دود سیگار باعث افزایش گیرنده ACE2 در دستگاه تنفسی می‌شود. ACE2 نقطه ورود برخی از انواع کروناویروس‌ها به سلول بدن است. نوع انسانی این آنزیم را به اختصار hACE2 می‌نامند.

نیکوتین ماده شیمیایی روان‌گردان (psychoactive) اصلی و اعتیادآور موجود در سیگار است. نیکوتین به دلیل شباهتش به استیل کولین، جایگزین این ناقل در فضای سیناپسی می‌شود و سبب می‌شود تا پس از مدتی، گیرنده‌های شیمیایی به استیل کولین پاسخ ندهند و در واقع فرد برای انتقال پیام‌های عصبی‌اش به نیکوتین وابسته می‌شود که با افزایش مصرف، این وابستگی افزایش می‌یابد. مصرف نیکوتین بزرگ‌ترین عامل منفرد قابل پیشگیری مرگ و میر در سطح جهان است. نیکوتین به وسیله سیگار کشیدن به درون ریه‌ها وارد می‌شود و در عرض مدت ۷ ثانیه به مغز می‌رسد. سیگار کشیدن بیشتر از همه منجر به بیماری‌های قلبی، کبدی و ریوی است. مصرف سیگار ریسک فاکتور اصلی برای بیماری‌هایی همچون سکته قلبی، سکته مغزی، بیماری‌های مزمن انسدادی ریه، شامل آمفیزم و برونشیت مزمن و سرطان (به خصوص سرطان ریه، سرطان حنجره و سرطان پانکراس) است، همچنین سیگارکشیدن می‌تواند منجر به بیماری‌های عروق محیطی و پرفشاری خون شود. شروع زود هنگام سیگار کشیدن در طول زندگی و کشیدن سیگار با درجه قطران بالاتر ریسک بروز این بیماری‌ها را افزایش می‌دهد. سازمان بهداشت جهانی تخمین زده که مصرف سیگار منجر به ۵٫۴ میلیون مرگ در سال ۲۰۰۴ شده‌است. و ۱۰۰ میلیون مرگ در طی دوران مصرفش در سده بیستم. که این میزان خیلی بیشتر از مجموع تلفات ایدز، سل، تصادفات رانندگی و خودکشی‌ها است.

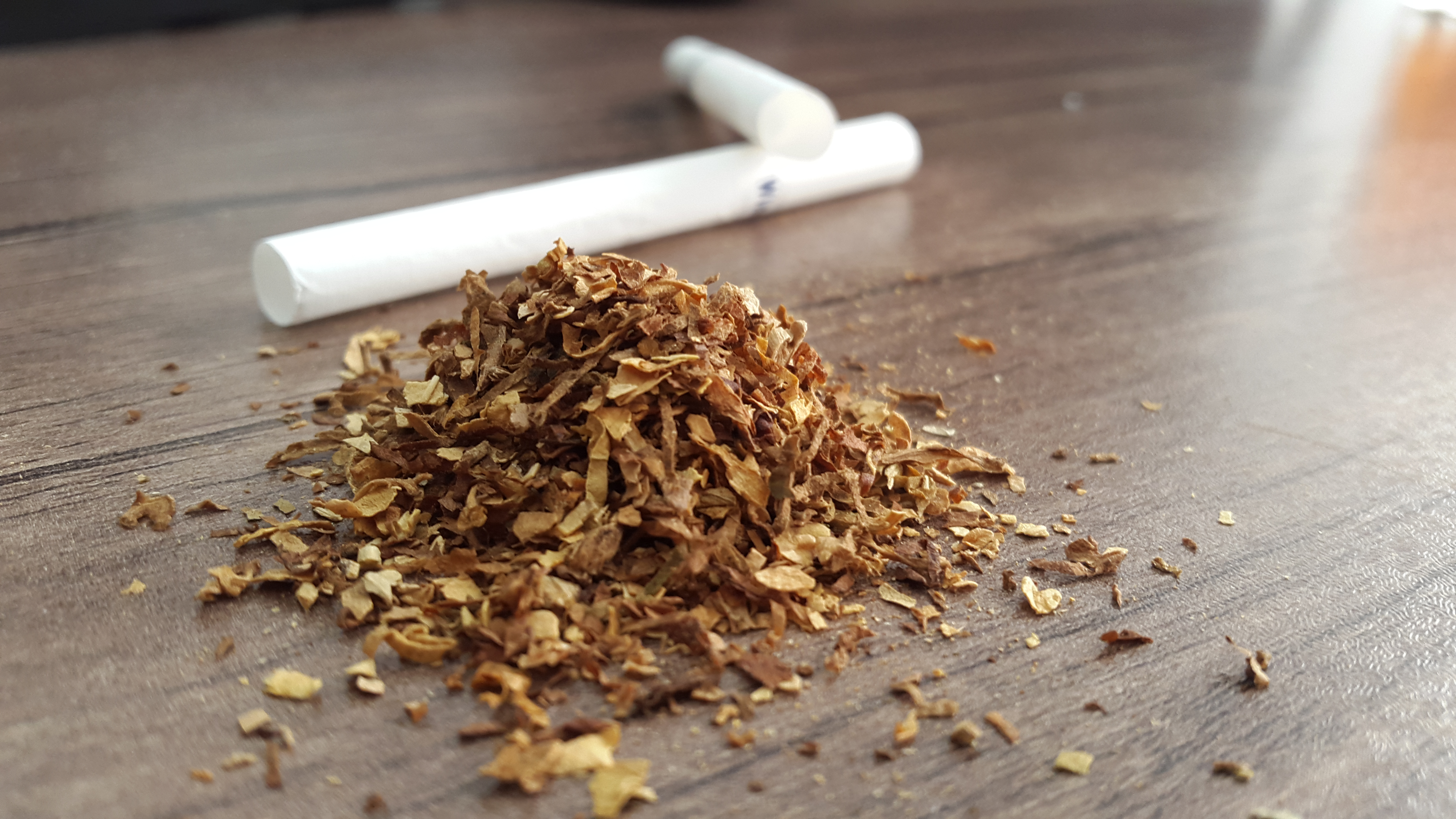
توتون سیگار

سالانه ۱۵ هزار سیگاری در استرالیا جان خود را از دست می‌دهند و این مسئله مبلغی بالغ بر ۳۰ میلیارد دلار استرالیا (معادل ۱۹ میلیارد پوند) برای دولت هزینه دربردارد.
پژوهش‌های بسیاری در دنیا انجام شده که بر مضر بودن مصرف سیگار دلالت می‌کنند. با این وجود، شرکت‌های تولید سیگار این پژوهش‌ها را بی‌اساس، اثبات نشده و کم‌اهمیت می‌خوانند و به تبلیغ گسترده سیگار در کشورهای مختلف جهان ادامه می‌دهند. در بیشتر کشورهای جهان، به جز مناطق آزاد، از سیگار مالیات سنگینی دریافت می‌شود (تا چند برابر قیمت اولیه) و سعی می‌شود این پول خرج بهبود سلامت مردم آن کشور شود. پژوهش‌های زیادی نیز سیگار را از عوامل اصلی سرطان می‌دانند؛ به عنوان مثال در مطالعات گسترده مشخص شده که علت اصلی و عمده سرطان ریه سیگار است.
- سیگار کشیدن موجب فرسایش مغز می‌شود و به عبارت دیگر بر حافظه، یادگیری و منطق افراد تأثیر منفی می‌گذارد و سبب کاهش قابلیت‌های شناختی می‌شود.[۱۷]

از سوی دیگر پژوهش‌ها نشان می‌دهند که احتمال سیگار کشیدن در افرادی که در حال تجربه اولین دوره بیماری‌های روانی هستند سه برابر بیشتر از افراد سالم است؛ این موضوع نشان می‌دهد که سیگار احتمالاً در ابتلا به اختلالات روانی نیز نقش دارد.

### رابطه سیگار و سرطان

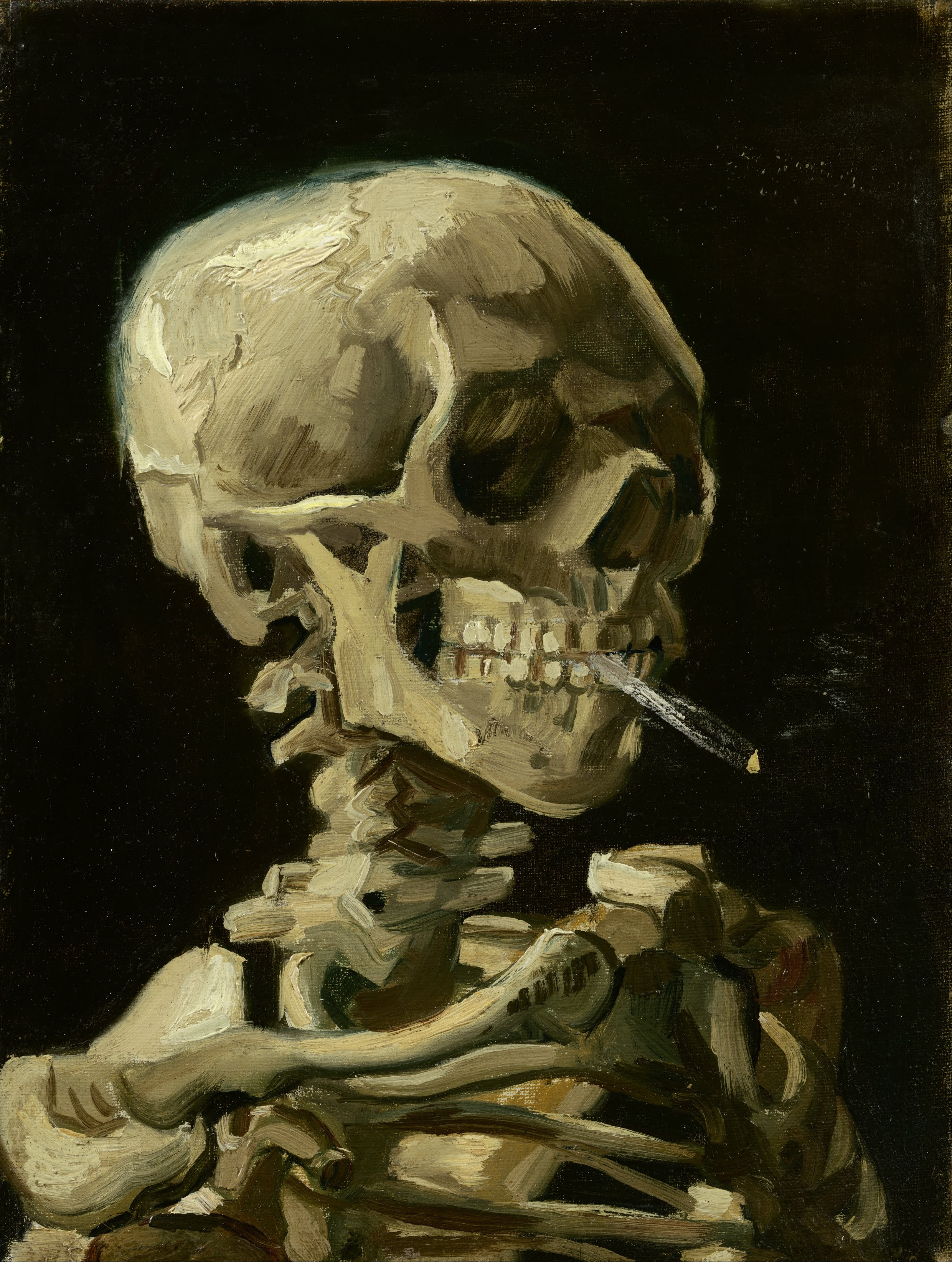
اسکلت با سیگار روشن اثر ونسان ون گوگ

استعمال دخانیات سالانه عامل ۲۲ درصد از کل مرگ و میرهای ناشی از سرطان (حدود ۱٫۷ میلیون نفر) در جهان است که تقریباً یک میلیون نفر از این قربانیان بر اثر ابتلا به سرطان ریه ناشی از مصرف سیگار می‌میرند. تنباکو حاوی حدود ۶۰۰ ماده است که بسیاری از آن‌ها نیز در سیگار و قلیان یافت می‌شود. به گفته انجمن ریه آمریکا، هنگامی که این مواد شروع به سوختن می‌کند، بیش از ۷۰۰۰ مواد شیمیایی تولید می‌شود. بسیاری از این مواد شیمیایی سمّی هستند و دست‌کم ۶۹ مورد از آن‌ها با سرطان ارتباط دارند.
مدت‌ها تصور می‌شد که وجود قیر و دیگر مواد شیمیایی در تنباکو، دلیل اصلی بروز سرطان در افراد سیگاری می‌باشد اما امروزه ثابت شده‌است که نیکوتین نیز خاصیت سرطان‌زایی دارد. به این دلیل که این ماده جلوی عملکرد طبیعی بدن به منظور دفع کردن سلول‌های آسیب دیده را که ممکن است در آینده سرطانی شوند می‌گیرد، مصرف نیکوتین سرطان‌زا است. با این حال، دانشمندان در تحقیقات خود کشف کرده‌اند که مکانیسم سرطان زایی در نیکوتین پیچیده‌تر از این است.

## ترک سیگار

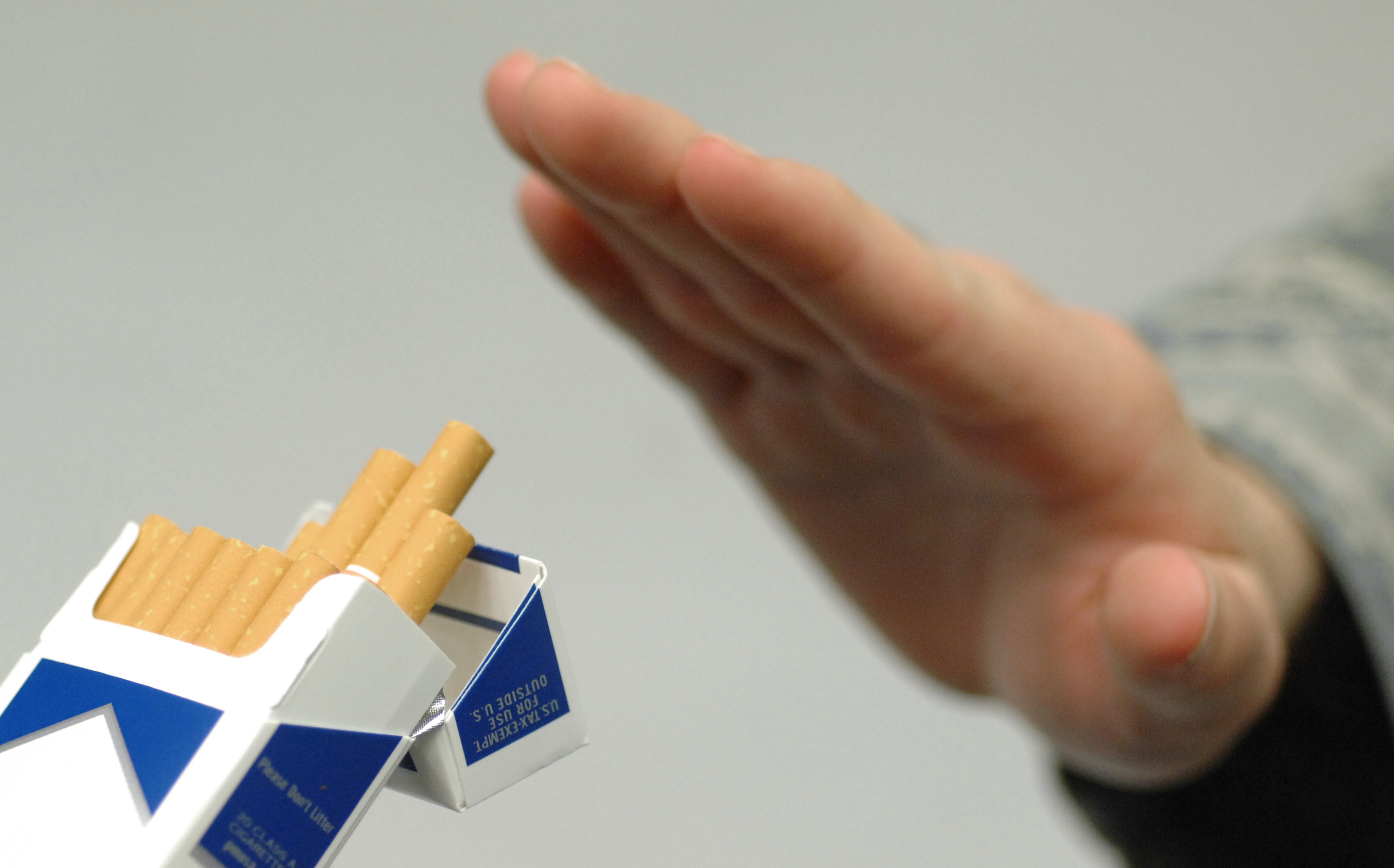
نپذیرفتن تعارف سیگار

پس از چند ساعت از شروع ترک سیگار بدن شما شروع به بهبود از تأثیرات نیکوتین می‌کند، فشارخون، ضربان قلب و دمای بدن شما شروع به کاهش کرده و به سطح سالم‌تری برمی‌گردند، ظرفیت ریه شما افزایش یافته، نای شما آرام می‌شود و با این تغییرات به خون اجازه دریافت میزان بیشتری اکسیژن از ریه داده می‌شود. ترک سیگار اقدامی مبارزه طلبانه است، میزان سختی ترک سیگار به عواملی که در زیر بیان می‌شود بستگی دارد:
- تعداد سیگاری که شما روزانه مصرف می‌کنید.[۲۲]
- تعداد افراد سیگاری در ارتباط با شما
- دلیل سیگار کشیدن شما

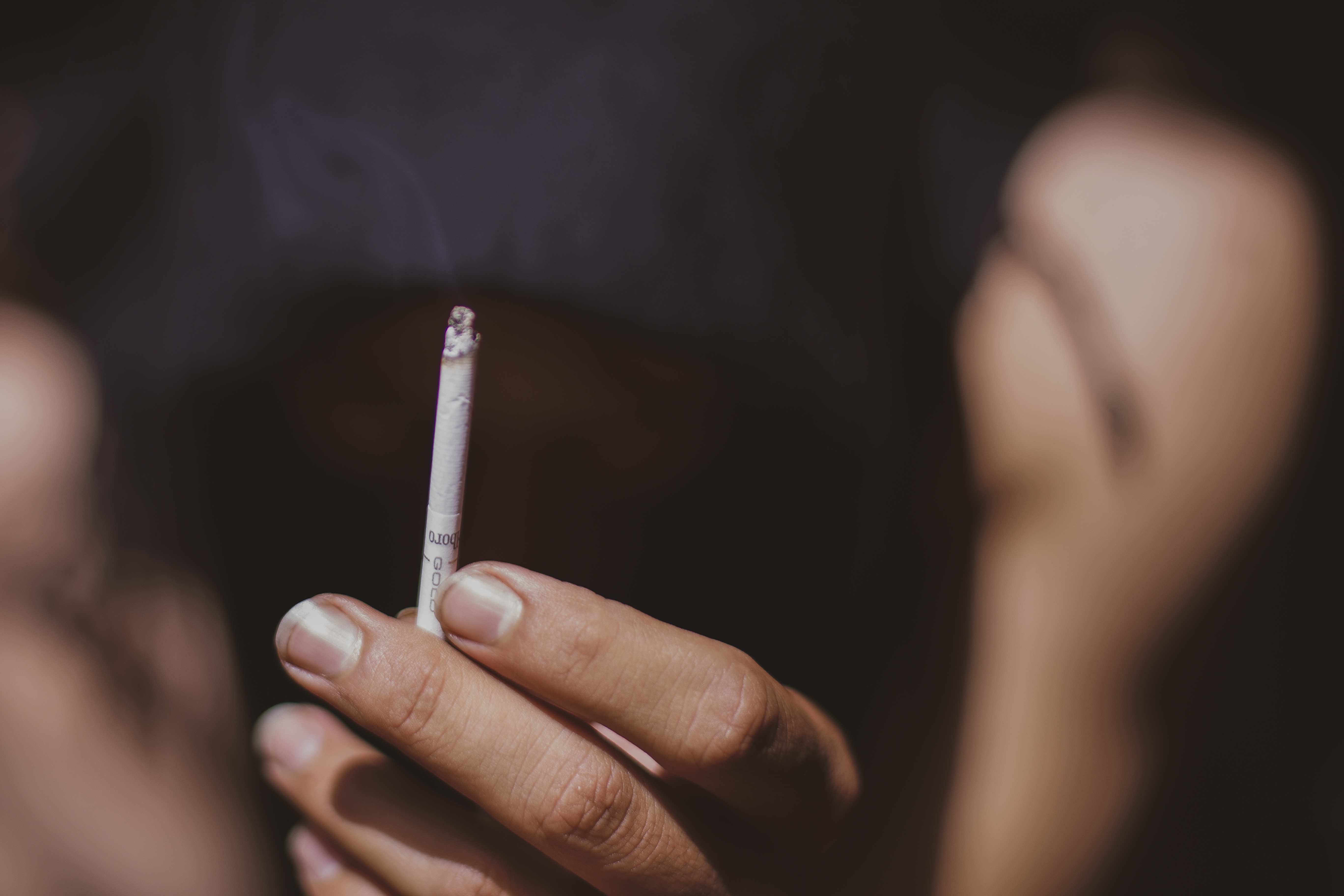
تعداد افراد سیگاری در ارتباط با شما از عوامل مؤثر در ترک سیگار

برای ترک کردن سیگار و شروع زندگی سالم راه‌های گوناگونی وجود دارد که از میان آن می‌توان به رفتار درمانی، درمان با جایگزین‌های نیکوتینی و درمان دارویی اشاره کرد که ترکیب روش رفتار درمانی به همراه مصرف دارو بهترین و مؤثرترین روش برای ترک سیگار است. بعضی از انواع داروها همچون بوپروپیون و چمپیکس برای ترک سیگار استفاده می‌شوند که در میان تمامی داروها، چمپیکس (وارنیکلین) جز دسته داروهایی است که منحصراً برای ترک سیگار استفاده می‌شود. این دارو دریافت‌کننده‌های نیکوتینی را مسدود می‌کند و مانع چسبیدن نیکوتین به آن‌ها می‌شود و این باعث می‌شود که میل به سیگار کم شود. اتصال این دارو به عنوان یک آگونیست نسبی غیر نیکوتینی به گیرنده‌های استیل کولین منجر به تحریک نسبی و آزاد شدن دوپامین در بخش پاداش دهنده دستگاه عصبی مرکزی می‌شود و اتصال نیکوتین ناشی از سیگار را به صورت رقابتی مهار می‌کند. در نتیجه وارنیکلین باعث سرکوب علایم قطع نیکوتین و کاهش میل به سیگار کشیدن می‌شود. مطالعات انجام شده بر روی وارنیکلین نشان می‌دهد که حدود ۴۴ درصد سیگاری‌ها پس از مصرف روزانه دو قرص وارنیکلین برای ۱۲ هفته، سیگار را ترک می‌کنند. این رقم برای کسانی که دارو نما و بوپروپیون استفاده کرده‌اند به ترتیب ۱۸ و ۳۰ درصد بوده‌است.

### تغییرات بدن انسان پس از ترک عادت سیگاری بودن

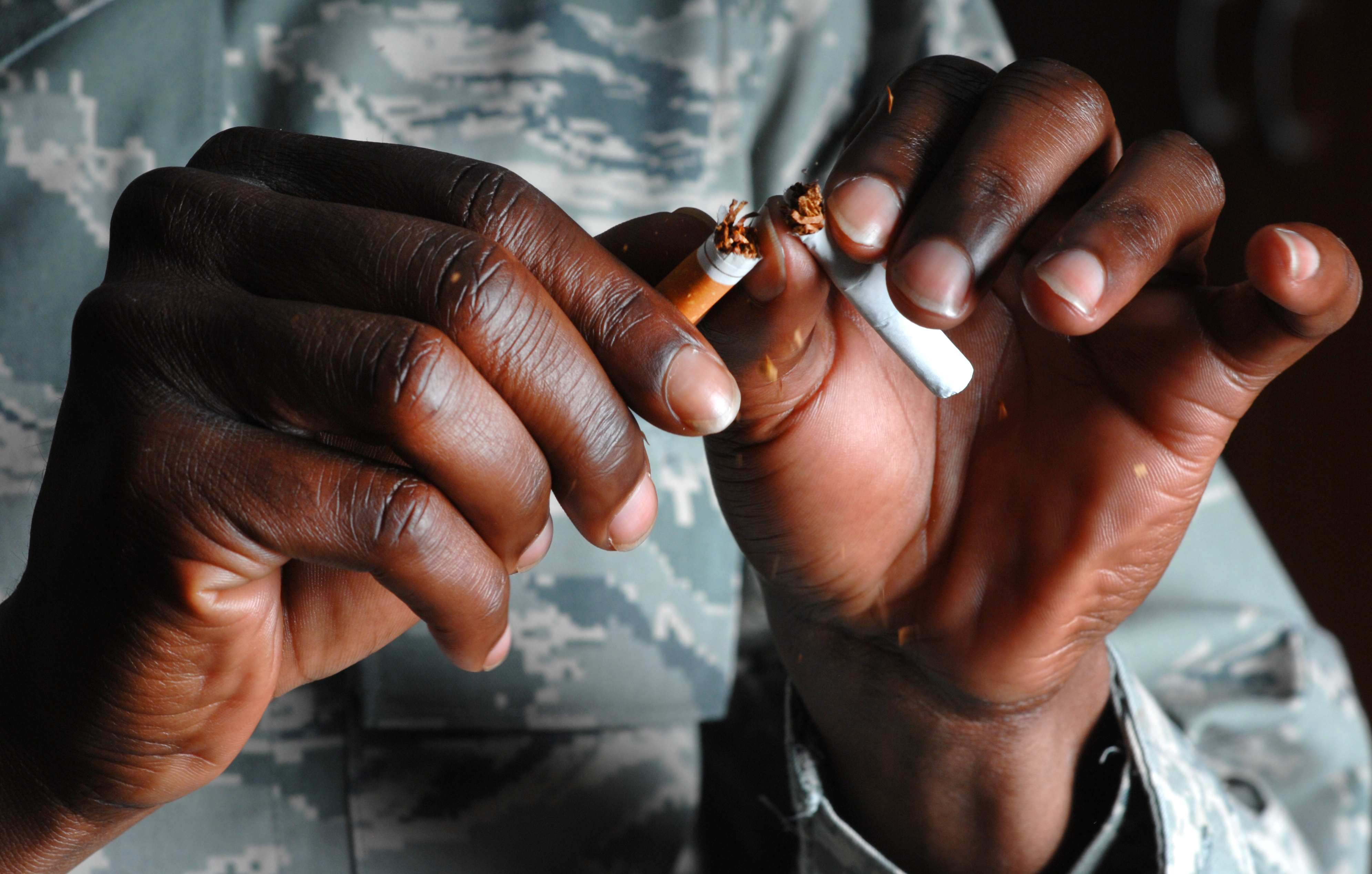
شکاندن سیگارت

۲۰ دقیقه پس از آخرین مصرف سیگار، تعداد ضربان قلب و فشار خون کاهش پیدا می‌کند. ۱۲ ساعت پس از آخرین مصرف سیگار، سطح مونوکسید کربن خون به حد طبیعی بازمی‌گردد و اکسیژن موجود در خون تا سطح نرمال بالا می‌رود. ۴۸ ساعت بعد از آخرین مصرف سیگار، حس چشایی و بویایی به سطح معمول بازمی‌گردد. ۲ هفته تا ۳ ماه بعد از قطع مصرف سیگار، جریان خون بهتر می‌شود و فعالیت ریوی بهبود می‌یابد. ۱ تا ۹ ماه بعد از قطع مصرف سیگار، ریه‌ها شروع به بازسازی خود می‌کنند. مژک‌ها نیز خودشان را احیا می‌کنند و سرفه و تنگی نفس کاهش می‌یابد. مژک‌ها (ساختارهای مو مانند که خلط و ترشحات را از ریه خارج می‌کنند) فعالیت طبیعی پیدا می‌کنند و خروج خلط و پاکسازی ریه بهتر و در نتیجه احتمال عفونت کمتر می‌شود. ۱ سال پس از قطع مصرف سیگار، خطر بیماری‌های کرونری قلبی به نصف کاهش می‌یابد. از ۵ تا ۱۵ سال پس از قطع مصرف، احتمال بروز سکته مغزی یک فرد سابقاً سیگاری برابر با افراد غیر سیگاری می‌شود. ۱۰ سال پس از قطع مصرف سیگار، امکان مرگ ناشی از سرطان ریه در یک فرد ترک کرده، برابر با نصف یک فرد سیگاری است. ۱۵ سال پس از قطع مصرف سیگار توسط یک فرد سیگاری سابق، خطر بیماری‌های کرونری قلبی مشابه غیر سیگاری‌ها است.

## در ایران
| عامل          | سهم بازار |
| ------------- | --------- |
| قاچاق         | ۹۰ درصد   |
| تولید ایران   | ۵ درصد    |
| تولید مشارکتی | ۲ درصد    |
| واردات        | ۲ درصد    |
| عامل‌های صنعتی | ۱ درصد    |

از سیگار کشیدن در محیط‌های اداری دولتی در ایران بازداشته می‌شود و ممکن است در این مورد، «قانونی» بیان شده باشد یا «عرفی» ممنوع شده باشد. گفته می‌شود مصرف سیگار در ایران ۶۰ تا ۶۵ میلیارد نخ در سال است. نیمی از سیگارهای مصرفی در ایران به صورت قاچاق وارد می‌شود. شرکت ژاپنی JTI، بیشترین سهم واردات سیگار در ایران را به خود اختصاص داده؛ و بعد از JTI دو شرکت بریتیش امریکن توباکو (BAT)، کره‌آ توباکو و جینسنگ کورپوریشن قرار دارند.
در ایران حداقل سالی ۱۱ هزار نفر به دلیل دخانیات فوت می‌کنند. بر اساس پژوهشی که با مشارکت وزارت بهداشت، درمان و آموزش پزشکی، ستاد مبارزه با قاچاق کالاو ارز و شرکت دخانیات به اجرا درآمد، مصرف کل سیگار در کشور بیش از ۵۵ میلیارد و ۳۹۰ میلیون نخ برای سال ۹۲ برآورد شد. طبق گزارش‌های همان سال، در نتیجه سالانه حداقل هشت هزار و ۳۰۰ میلیارد تومان در ایران، خرج مصرف سیگار می‌شد که رقم قابل توجهی بود، و سالانه ۳۰ هزار میلیارد تومان نیز در کشور صرف بیماری و مرگ ناشی از سیگار می‌گردید. سالانه ۱۱ هزار نفر نیز در کشور بر اثر استعمال دخانیات جان خود را از دست می‌دادند و طی دو سال هشت هزار میلیارد تومان نیز برای درمان سرطان در کشور هزینه شده بود که اگر ۳۰ درصد مرگ‌های سرطان ناشی از استعمال دخانیات باشد، هزینه‌های تحمیلی دخانیات به ایران بیش از پیش مشخص می‌شود.

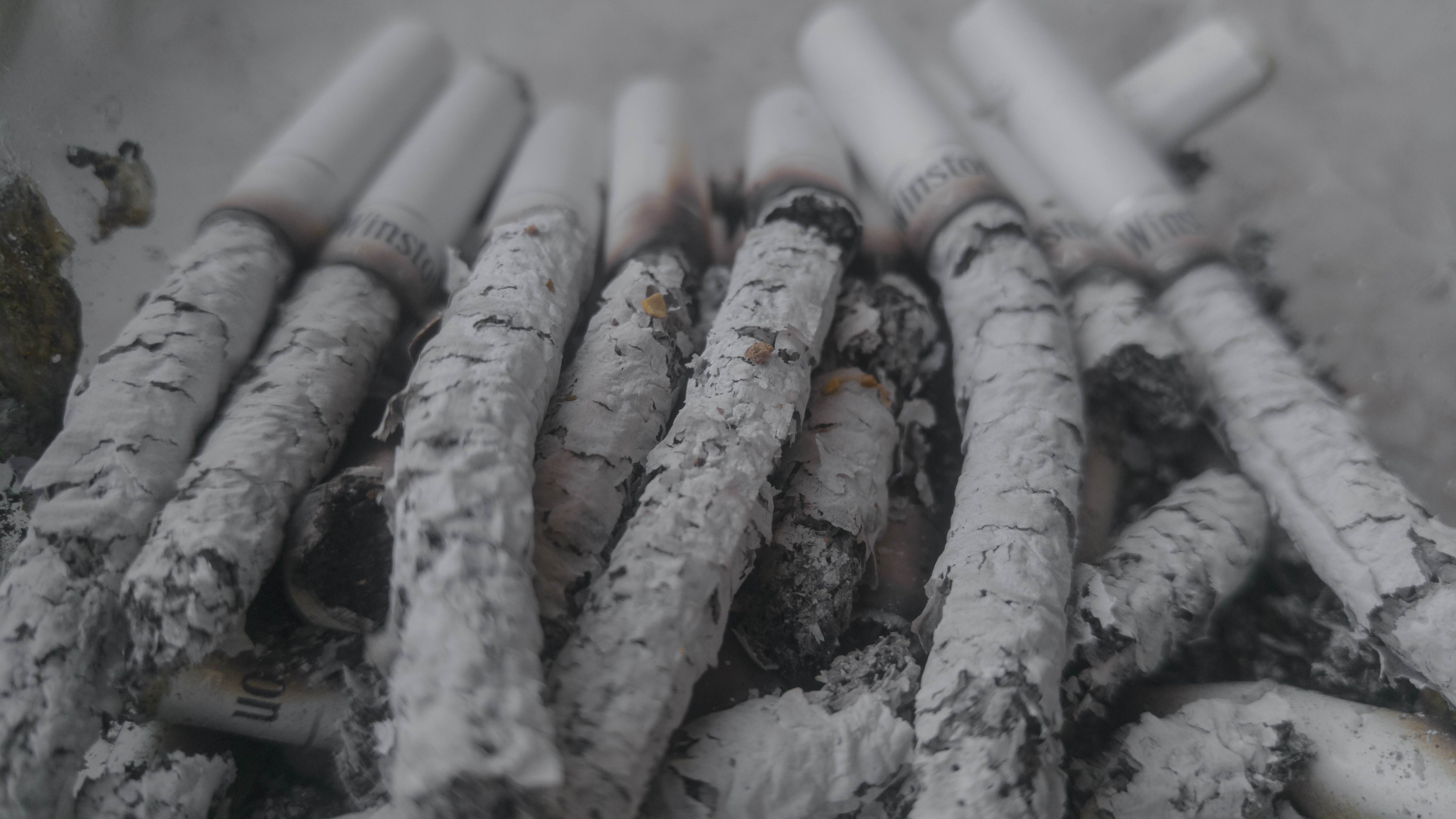
یازده الی چهارده درصد جمعیت ایران سیگار می‌کشند

در ایران ۱۱ تا ۱۴ درصد مردم سیگاری هستند، با فرض مصرف ۵۰ میلیارد نخ سیگار، سالانه حدود ۱۰ هزار میلیارد تومان (معادل روزانه ۳۰ میلیارد تومان سرمایه) صرف دود کردن سیگار در کشور می‌شود. ۲ تا ۳ برابر این میزان، یعنی رقمی بین ۲۰ تا ۳۰ هزار میلیارد تومان نیز صرف هزینه‌های بهداشتی و درمانی مرتبط با مصرف دخانیات در ایران می‌شود، با توجه به این که سه برابر مبلغ هزینهٔ سیگار صرف درمان بیماری‌های آن می‌شود یعنی ۴۰ هزار میلیارد تومان صرف می‌شود تا بیماری‌های گوناگون خریداری شود. برآوردها حاکی از آن است که چنانچه نرخ مالیات دخانیاتِ کشورهای منطقه مدیترانه شرقی به میزان ۵۰ درصد افزایش پیدا کند، تعداد مصرف‌کنندگان مواد دخانی به میزان ۳/۵ میلیون نفر کاهش یافته‌است. شیوع مصرف سیگار ایران در سال ۸۸ در افراد ۱۵ تا ۶۴ سال ۸۲/۱ درصد بود اما در سال ۹۰ مصرف سیگار کاهش یافت و در مقابل، مصرف قلیان جای آن را گرفت و چند برابر شد. در نتیجه اخیراً افزایش مصرف سیگار متوقف شده، اما قلیان که به مراتب از سیگار مضرتر است جایگزین آن شده.(آمار متعلق به سال ۹۲)
در سال ۱۳۹۳ کمیسیون تلفیق مجلس شورای اسلامی با طرحی که مطابق آن مالیات بر دخانیات در سال اول ۲ هزار میلیارد تومان افزایش می‌یافت و در یک دورهٔ پنج‌ساله به ۱۱ هزار میلیارد تومان می‌رسید مخالفت کرد.

### مقایسه سیگار و قلیان
ده‌ها سال، عقیده کاذب فراگیری وجود داشته‌است که قلیان‌های آبی از سیگار خطرات یا مضرات کمتری دارند. دود استنشاق‌شده از قلیان، نه تنها همه مواد سرطان‌زای دود سیگار را داراست، بلکه به علت سوختن زغال مونوکسیدکربن بیشتری هم دارد که گازی سمی و خطرناک است و موجب عوارضی مانند کاهش اکسیژن بدن و نارسایی در اعمال حسی بخش‌هایی همچون مغز، قلب، جدار داخلی عروق خونی و پلاکت‌ها می‌شود. به علاوه دود قلیان مجموعه‌ای از مواد سرطان‌زای دیگر را نیز دارد که ناشی از سوختن زغال است. خطر انتقال بیماری‌های عفونی مانند سل و هپاتیت از قطعه دهانی مشترک قلیان هم وجود دارد. هر وعده قلیان برابر مصرف یک پاکت سیگار بوده و قلیان در هر بار مصرف، دود بسیار زیادتری را در مقایسه با کشیدن یک نخ سیگار ایجاد می‌کند، به صورتی که مصرف یک نخ سیگار بین ۵۰۰ سی‌سی تا یک لیتر دود تولید می‌کند اما استفادهٔ یک بار از قلیان ۱۰ تا ۲۰ لیتر دود تولید خواهد نمود. افراد سیگاری که به‌طور متداول ۸ تا ۱۲ نخ سیگار در روز مصرف می‌کنند، به‌طور متوسط با ۴۰ تا ۷۵ پُک که به مدت ۵ تا ۷ دقیقه به طول می‌انجامد که حدود ۵ تا ۶ لیتر دود استنشاق می‌کنند اما این در حالی است که مصرف‌کنندهٔ قلیان فقط در هر وعده مصرف که به‌طور متداول ۲۰ تا ۸۰ دقیقه طول می‌کشد، حدود ۵۰ تا ۲۰۰ پُک می‌زند و دست‌کم حدود ۳۰ لیتر دود استنشاق می‌کند. میزان و عمق دَم در حرکت دادن آب قلیان نیز مهم است، حجم دودی که از طریق قلیان وارد بدن می‌شود، به‌طور میانگین۱۰ تا ۲۰ برابر دود ناشی از مصرف سیگار است.

### سیگار از نگاه فقهای شیعه
- سید علی خامنه‌ای:

حکم قلیان یا سیگار کشیدن تابع میزان ضرر آن است. اگر دارای ضرر قابل ملاحظه‌ای باشد یا موجب اذیت و آزار دیگران گردد یا خلاف قانون باشد، جایز نیست.
- سید علی سیستانی:

پرسش: توصیه‌های پزشکی می‌گوید سیگار کشیدن عامل اصلی بیماری‌های قلبی و سرطان است و گاهی هم سبب کوتاهی عمر می‌شود پس حکم سیگار کشیدن بالنسبه به اشخاص ذیل چیست؟
۱ـ کسی که تازه شروع کرده‌است.
۲ـ به سیگار کشیدن معتاد شده‌است.
۳ـ در کنار کسی نشسته‌ایم که او سیگار می‌کشد و پزشکان می‌گویند آن کس که در کنار شخص سیگاری می‌نشیند ضرری قابل توجه، به او می‌رسد.
پاسخ: ۱- کشیدن سیگار اگر موجب ضرر و زیان می‌شود هر چند در آینده واعم از اینکه آن ضرر معلوم باشد ویا گمان ضرر وجود داشته باشد طوری عقلا بر سلامت شخص بیمناک باشند، حرام است؛ و اما اگر ایمن از ضرر و زیان شدید باشد هر چند بدین جهت که کمتر می‌کشد، مانعی ندارد.
۲ـ اگر ادامه کشیدن سیگار ضرر شدیدی می‌آورد باید دست بردارد مگر آنکه ترک سیگار موجب ضرر دیگری شود مثل ضرر حاصل از سیگار کشیدن یا سخت‌تر از آن یا اینکه ترک سیگار برای او حرجی باشد طوری‌که عادتاً تحمٌل ناپذیر است.
۳ـ چنین شخصی همانند شخص مبتدی است، و جواب بخش اول شامل حال او هم می‌شود.
- لطف‌الله صافی گلپایگانی:

خوردن چیزی که برای عقل انسان یا سلامتی او ضرر دارد حرام است، ولی اگر ضرر موقّت یا کم باشد که عقلاء اعتنا نکنند، حرام نیست.
- ناصر مکارم شیرازی:

پرسش: کشیدن سیگار برای افراد مبتدی، و استمرار آن برای افراد معتاد، اعمّ از این که ترک آن به آسانی ممکن باشد یا نباشد، چه حکمی دارد؟
پاسخ: کشیدن سیگار و انواع دخانیّات، حرام است و با توجّه به این که ترک آن برای همه معتادان ممکن است، حالت اضطرار معمولاً در آن تصوّر نمی‌شود؛ مگر به دستور خاص طبیب آگاه، و فرقی بین افراد مبتدی و معتاد نیست.
- مهدی هادوی تهرانی:

استعمال دخانیات به دلیل مضرّ بودن آن مطلقاً حرام است.

## جنبش‌های ضد سیگار

No Smoking

در سال‌های دهه ۱۹۰۰ جنبش ضد سیگار شکل گرفت، در آن زمان دغدغه بیشتر اخلاقیات بود تا سلامت. در آن زمان افزایش مصرف سیگارت توسط زنان و کودکان، باعث نگرانی‌های اخلاقی شده بود. به همین خاطر سیگارت در ۱۶ ایالت آمریکا بین سال‌های ۱۸۹۰ تا ۱۹۲۷ ممنوع شد.
در دو سه دهه اول، سده بیستم جامعه نگاه خوبی به زن‌هایی که سیگار می‌کشیدند نداشت، برای تغییر این نگاه، یکی از اعضای خانواده فروید به نام ادوارد برنیز، راهبرد جالبی پیش گرفت، او تصمیم گرفت سیگار را نشان جنبش رهایی زنان در سده جدید بکند، به همین خاطر او تعدادی از زنان جوان را استخدام کرد که تا در خیابان راه بروند و سیگار را طوری به دست بگیرند و دود کنند، انگار که مشعل آزادی‌شان را در دست دارند!
در آلمان نازی

یک پوستر تبلیغاتی نازی‌ها بر ضد سیگار با عنوان «کسی که پشت سر هم سیگار می‌کشد» این شخص سیگاری نیست که سیگار را از بین می‌برد، بلکه این سیگار است که شخص را می‌بلعد.

جنبش ضد تنباکو در آلمان نازی یکی از فعالیت‌های مهم اجتماعی در دوران حکومت نازی‌ها بود. عمده‌ترین کار این جنبش فعالیت ضد استعمال تنباکو و مصرف مشروبات الکلی بود. دولت ناسیونال سوسیالیستی کوشش بسیار زیادی انجام داد تا بتواند به شیوه‌های فرهنگی و تبلیغاتی مردم را به ترک مشروبات الکلی و سیگار ترغیب کند.
دولت آلمان نازی کوشش کرد از طریق قانونی تا حد قابل توجهی با مصرف مشروبات الکلی برخورد کند. برای مثال رانندگانی که تحت تأثیر مشروبات الکلی قرار می‌گرفتند به سختی مجازات می‌شدند. دولت می‌کوشید جوانان را به خوردن نوشیدنی‌های سالم به جای مشروبات الکلی تشویق کند و این مسئله تا حد زیادی به ویژه در میان افراد سازمان جوانان هیتلری به انجام رسید. در سال ۱۹۳۷ قانونی تصویب شد که فروش مشروبات الکلی را به افراد کم سن ممنوع می‌کرد.
در استرالیا
تبلیغ سیگار در رادیو و تلویزیون استرالیا از سال ۱۹۷۶ و متعاقب آن از سال ۱۹۸۹ در روزنامه‌های این کشور هم ممنوع شد و همچنین از سال ۱۹۹۲ شرکت‌های تولیدکننده سیگار حق سرمایه‌گذاری برای مسابقات ورزشی یا رویدادهای فرهنگی را در استرالیا ندارند و همچنین از اول دسامبر ۲۰۱۲ دولت استرالیا تولیدکنندگان سیگار را از چاپ نام و لوگوی شرکت خود بر روی پاکت سیگار منع می‌کند.

## کارت سیگار
کارت‌های سیگار گونه‌ای از کارت‌های معاوضه‌ای بودند که از سال‌های پایانی سده نوزدهم میلادی تا نیمهٔ سده بیستم رواج داشتند.

## تبلیغات
در طول تاریخ مشاهیر زیادی برای ساختن پروپاگاندا از خودشان، در عموم سیگار مصرف می‌کردند.

## درآمد سیگار

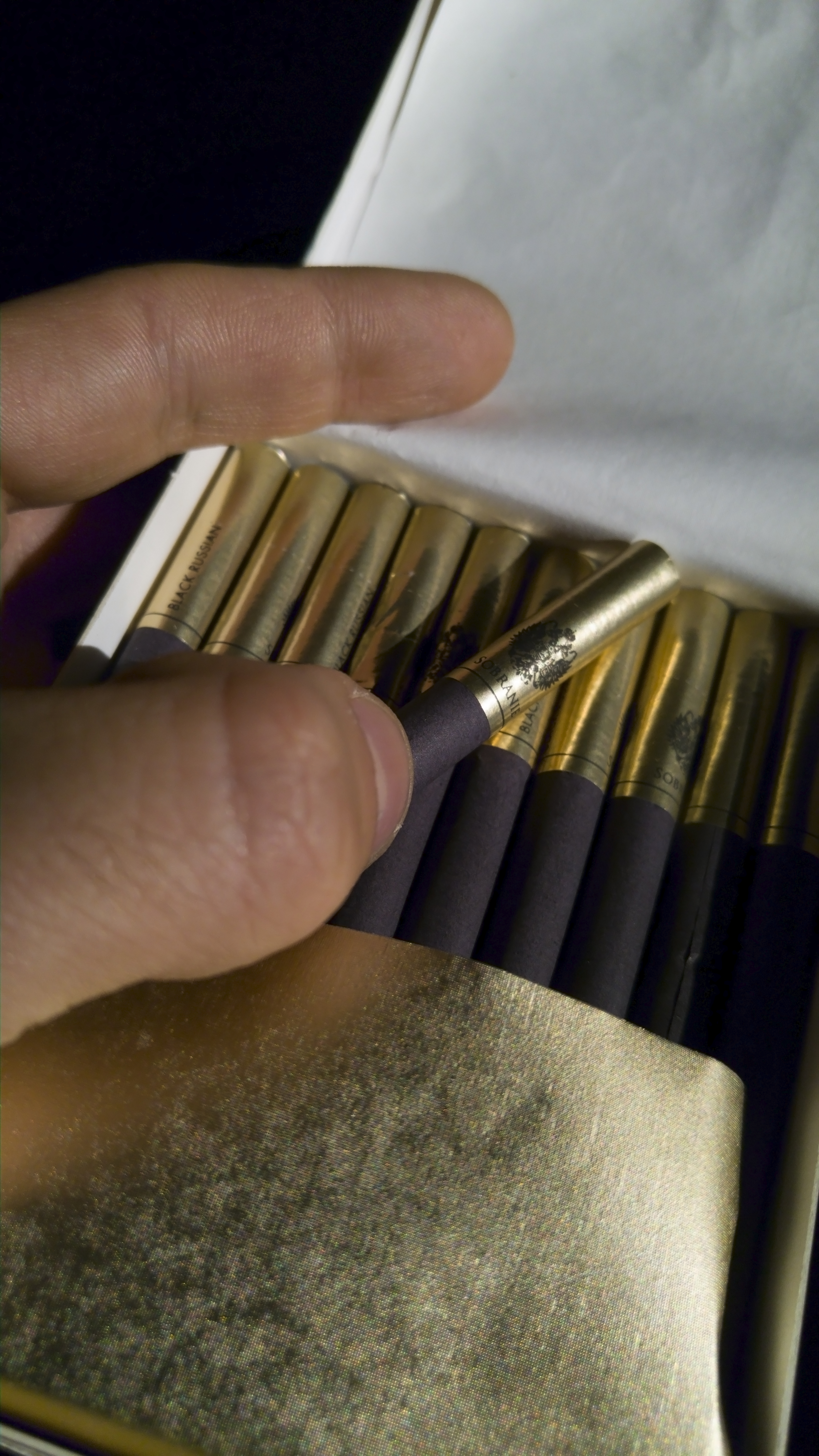
سوبرانی یک سیگار انگلیسی لوکس است.

به گزارش اکونیوز در بررسی سال ۲۰۰۸ سیگار سومین صنعت سودآور در جهان بعد از صنعت نفت خام و داروسازی بوده‌است. سود حاصل از فروش سیگار به اندازه‌ای سرشار است که دولت‌ها حاضر به کاهش فروش سیگار در کشورهای دیگر و در کشور خودشان نیستند. به گفته مسئولان شرکت دخانیات درآمد مصرف سیگار در ایران در صورتی که واردات سیگار قانونی شود ۱۸ هزار میلیارد تومان خواهد بود. شرکت دخانیات ایران را می‌توان از سودآورترین شرکت‌های دولتی در بخش صنایع و معادن دانست. به گزارش خبرگزاری بی‌بی‌سی، ایران در سال ۲۰۰۵ بعد از ژاپن و عربستان سعودی سومین مصرف‌کننده بزرگ سیگارهای آمریکایی در جهان است. حال آنکه مصرف سیگار در ایران در سال ۱۳۸۸، حدود ۱۵۰ درصد افزایش داشته‌است.

## نگارخانه

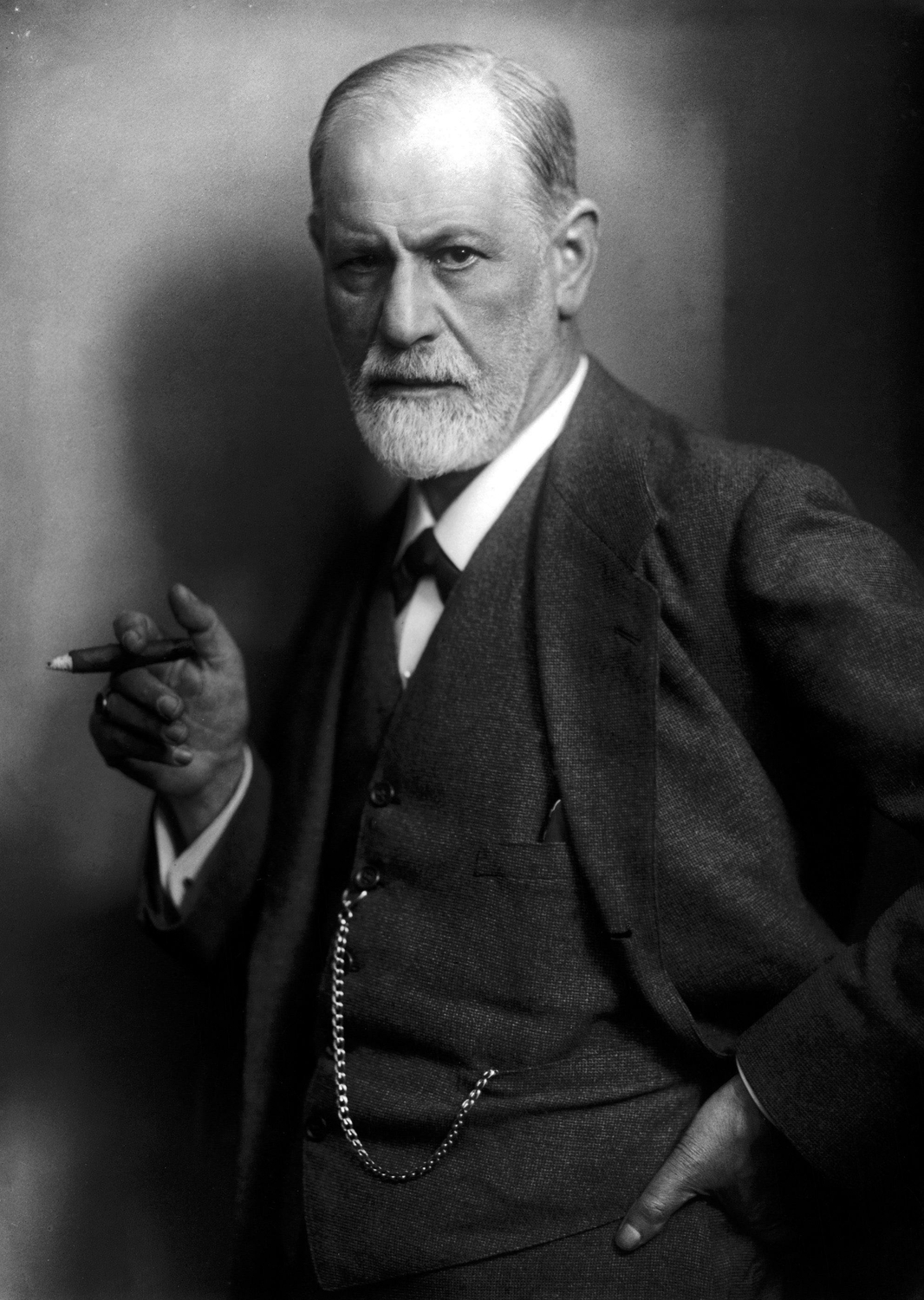
زیگموند فروید سیگار و کوکائین[نیازمند منبع] مصرف می‌کرد.
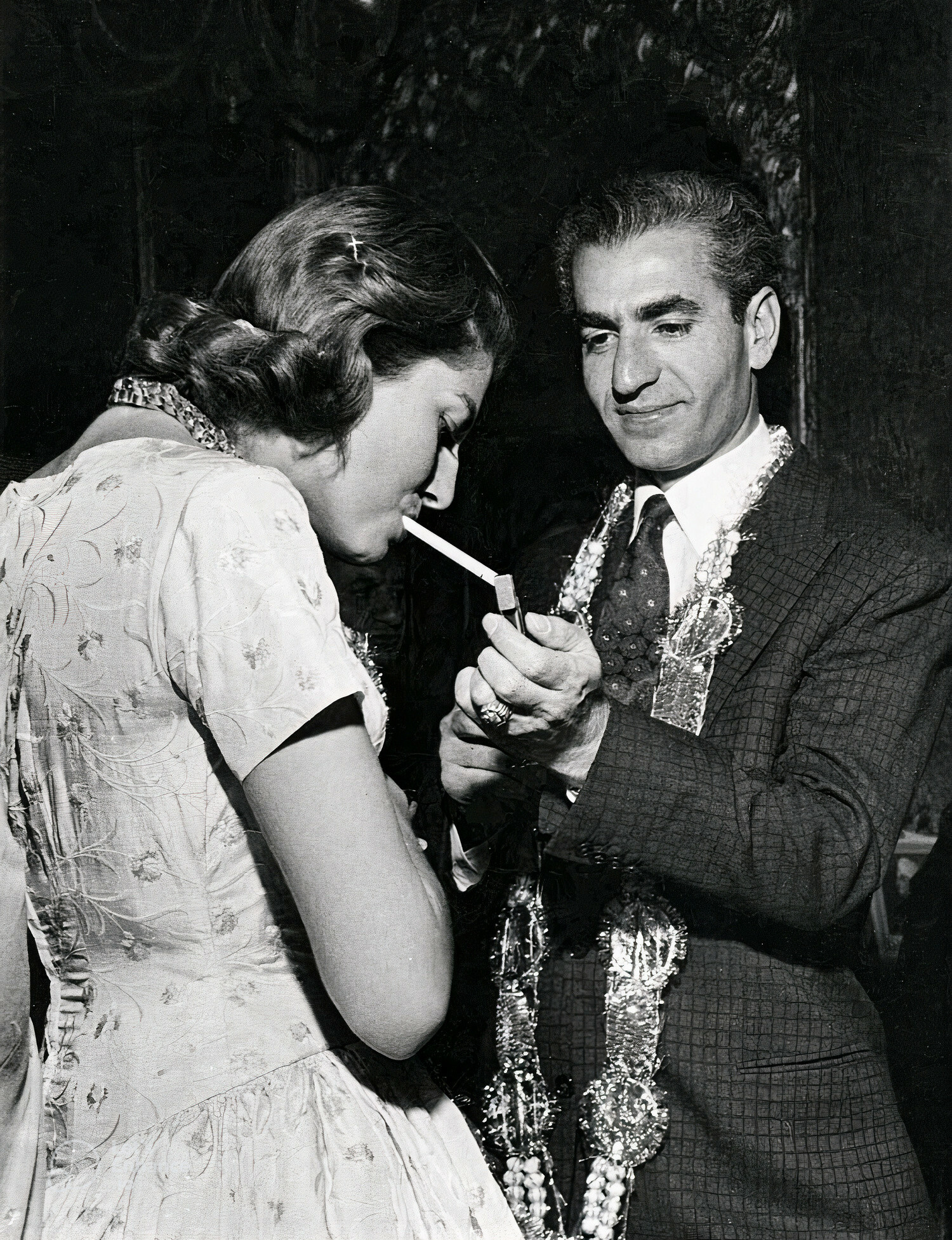
محمدرضا پهلوی در حال روشن کردن سیگار همسر دومش ثریا اسفندیاری